# Liparetrus satanus
Liparetrus satanus är en skalbaggsart som beskrevs av Britton 1980. Liparetrus satanus ingår i släktet Liparetrus och familjen Melolonthidae. Inga underarter finns listade i Catalogue of Life.